# Даяна Кегілл
Даяна Кегілл (англ. Dajana Cahill; нар. 4 серпня 1989, Брисбен, Квінсленд, Австралія) — австралійська акторка кіно та телебачення. 

## Життєпис
Даяна Кегілл народилася 4 серпня 1989 року в місті Брисбен, Квінсленд, Австралія. Нині вона мешкає у Брайтоні, передмісті Мельбурна. Вона почала свою кар'єру в Міжнародній студії кіно і телебачення, вивчаючи акторську майстерність у свого тренера з акторської майстерності Крейга МакМагона. Вона продовжує навчатися в Міжнародній студії кіно і телебачення.
Кехілл зіграла роль Лейли Фрай у дитячому телесеріалі "Знедолені", який транслювався на каналах Nine Network, ABC1, Disney Channel та BBC у Великій Британії. Лейла дратує свою сестру Тейлор (Марні Кеннеді) майже в кожній серії. Кехілл також з'явилася у другій серії "Морського патруля" в ролі Карлі Волсман. Вона з'явилася в одному епізоді "H2O: Просто додай води" в ролі волейболістки, яка грає на протилежному боці від основного акторського складу. У 2017 році Кехілл приєдналася до австралійської мильної опери "Сусіди" в гостьовій ролі Міранди Келлі.

## Фільмографія
| Рік       |   | Українська назва         | Оригінальна назва   | Роль          |
| --------- | - | ------------------------ | ------------------- | ------------- |
| 2017      | с | «Сусіди»                 | Neighbours          | Міранда Келлі |
| 2008      | с | «Морський патруль»       | Sea Patrol          | Карлі Волсман |
| 2008      | с | «H2O: Просто додай води» | H2O: Just Add Water | Сінді         |
| 2006—2007 | с | «Померла»                | Mortified           | Лейла Фрай    |